# Torniquetes de acceso
Un torniquete de acceso  (o también llamado rehilete de acceso) es un sistema de seguridad utilizado en lugares donde se necesita controlar el acceso a una determinada área. Consiste en un mecanismo de acero que impide el paso de una persona hasta que se haya autenticado correctamente.
Los torniquetes de acceso se utilizan comúnmente en lugares como baños públicos, gasolineras, mercados, empresas, gimnasios, parques, museos, escuelas cualquier lugar donde se requiera un alto nivel de seguridad y control de acceso.
Además de controlar el acceso, también pueden ser utilizados para contar el número de personas que ingresan o salir de un área, lo que resulta útil para la seguridad y la gestión de multitudes. Los torniquetes de acceso están fabricados en acero, los cuales puede ser GALVANIZADOS o INOXIDABLES.
Existen en el mercado diferentes tipos de torniquetes de accesos, pero los principales son:
- Torniquetes para baños

- Torniquetes de acceso de personal [2]

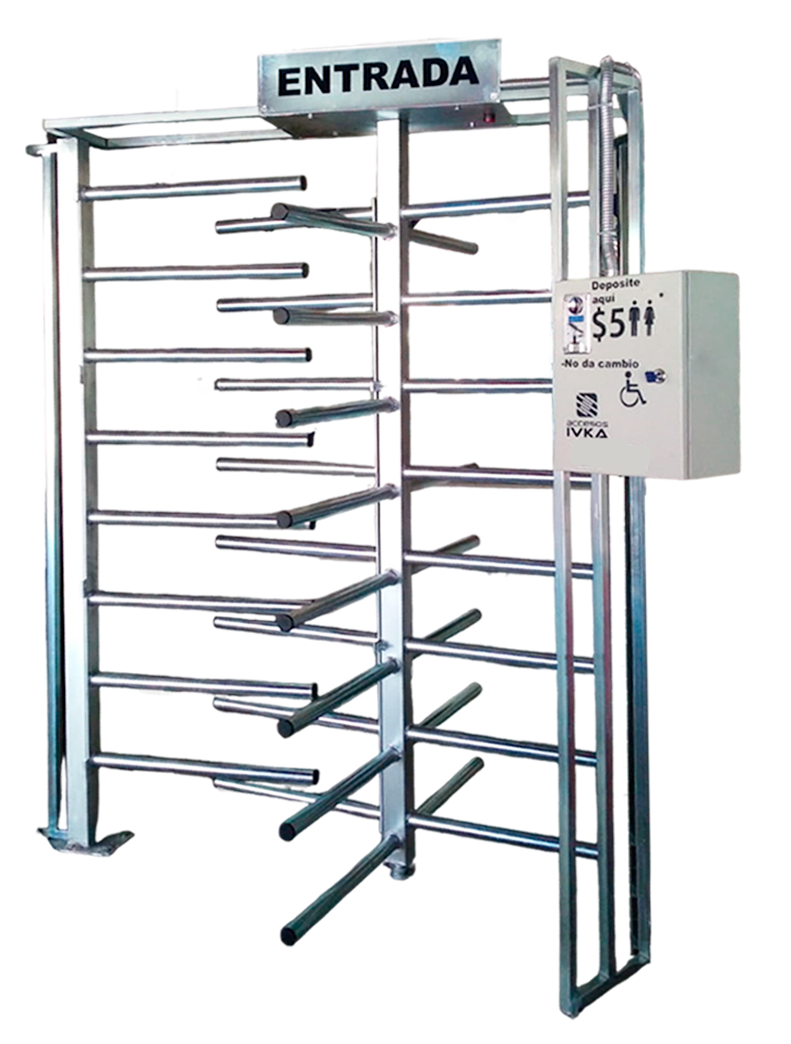
Torniquetes para baños con cajón de cobro unimoneda

### Torniquetes para baños
Un torniquete de acceso para baños es un mecanismo de cuerpo completo que se utiliza para controlar el acceso a los baños públicos. Estos torniquetes suelen estar ubicados en la entrada de los baños y pueden ser de diferentes tipos, como los que requieren una moneda o ficha para desbloquear la puerta o los que requieren una tarjeta de acceso o un código para permitir el ingreso.
Un torniquete para baños (o también llamado rehilete de monedas) ayuda a reducir el vandalismo, aumentar la seguridad, reducir el gasto en personal, evita el robo que ocurre al “cobrar de mano”, aumenta la recaudación al instante y evita que entre más de una persona por cobro. 

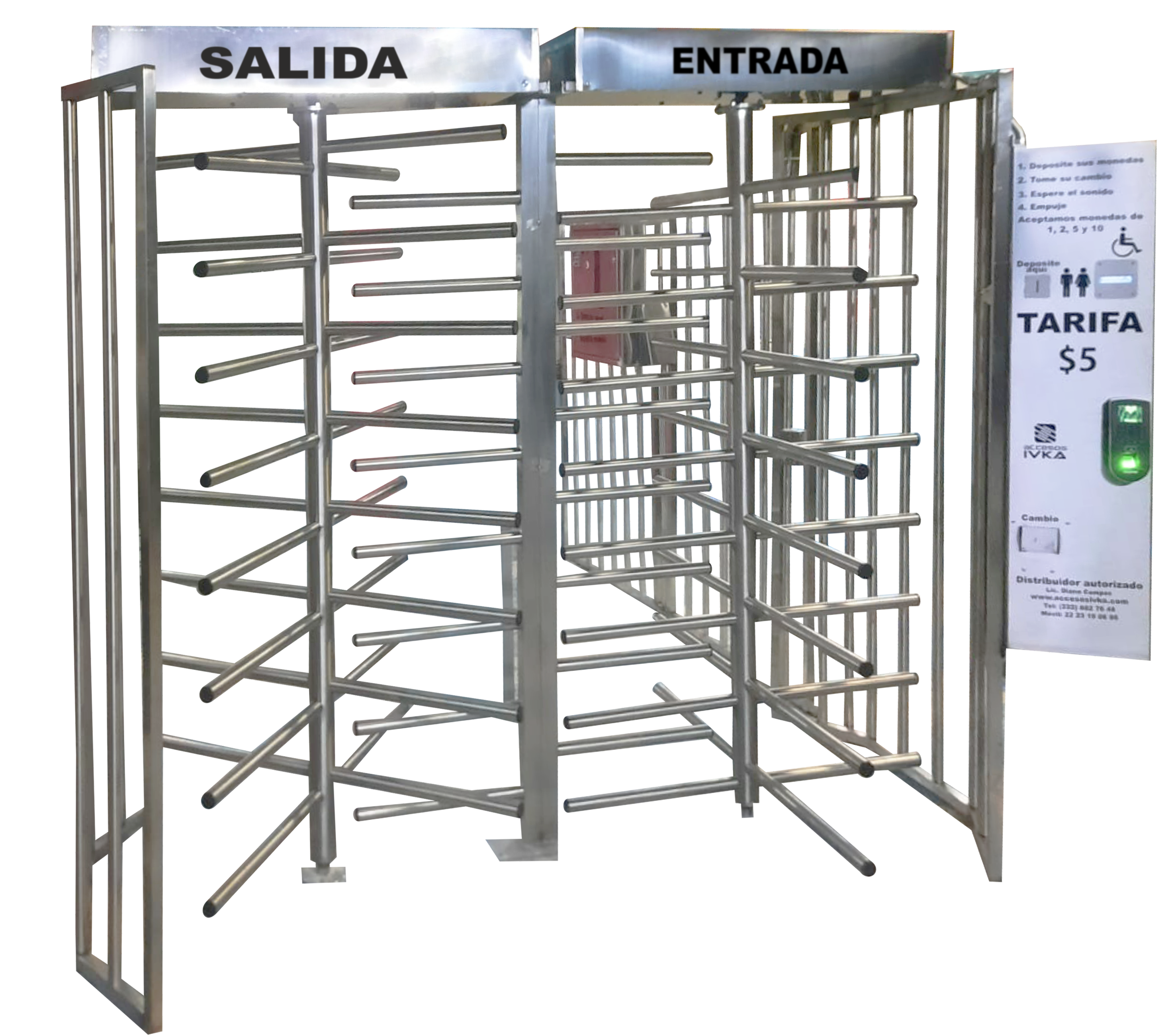
Torniquetes para baños doble peine con lector biométrico

Los torniquetes para baños se utilizan comúnmente en lugares como baños públicos y mercados para RECAUDAR GANANCIAS; en lugares como gasolineras, parques y/o museos se utilizan para RESTRINGIR y CONTROLAR el paso de los peatones.
Los torniquetes para baños se pueden clasificar según el flujo de personas que ingresan: 
- Bajo flujo: Ingreso de menos de 100 personas al día
- Medio flujo: Ingreso de 100 a 200 personas al día
- Alto flujo: Ingreso de más de 200 personas al día

### Torniquetes de acceso de personal

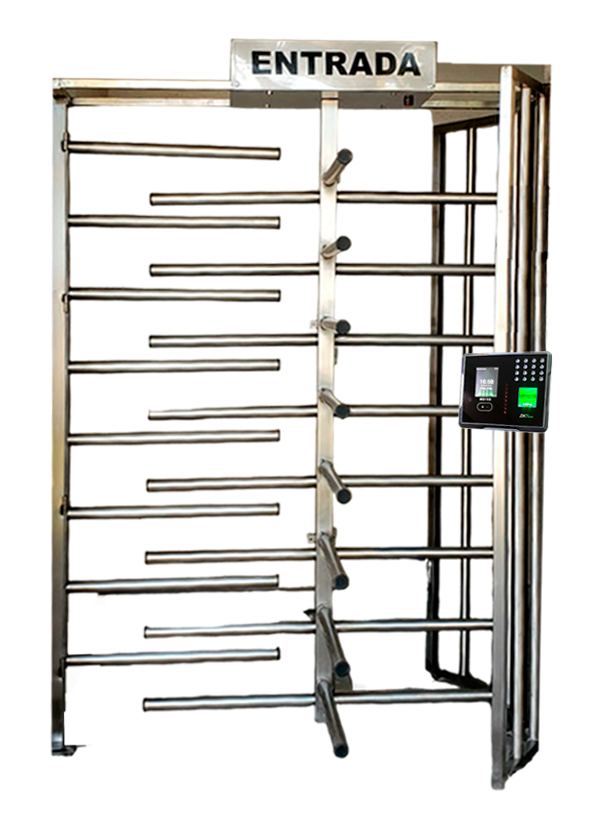
Torniquetes de acceso de personal con lector biométrico

Un torniquete de acceso de personal es un mecanismo de cuerpo completo utilizado para controlar el acceso de empleados, visitantes y contratistas a un edificio o área restringida. Este tipo de torniquete se utiliza comúnmente en lugares de trabajo, instalaciones industriales y edificios de oficinas.  
Los torniquetes de acceso de personal pueden ser de diferentes tipos, como los que requieren una tarjeta de acceso, una contraseña o un reconocimiento biométrico para permitir el ingreso. Estos dispositivos permiten a los empleados y visitantes autorizados ingresar a las áreas restringidas, mientras que limitan el acceso a personas no autorizadas.
Además de controlar el acceso, los torniquetes de acceso de personal también pueden ser utilizados para monitorear la cantidad de personas que ingresan y salen de un edificio o área, lo que puede ser útil para la gestión de multitudes y para garantizar la seguridad en caso de emergencias.
¿Qué es un BIOMÉTRICO?
Es un sistema desarrollado con el fin de verificar la identidad de los usuarios mediante sus parámetros biométricos, es decir, aquellas características físicas únicas de cada ser humano como pueden ser la huella dactilar y/o el rostro.
Los torniquetes de acceso de personal con dispositivos biométricos permiten gestionar: 
- Horarios de acceso y salida
- Grupos o departamentos
- Permisos de acceso
- Restricción de acceso
- Tiempos de permanencia
- Registros de medios y métodos de identificación
- Lista de registros, empleados, visitantes o clientes
- Permisos de acceso en caso de falta de pago de membresías.